# Ministerio de Defensa (Argentina)
El Ministerio de Defensa (MINDEF) es el ministerio de Argentina dependiente del Poder Ejecutivo Nacional, encargado de asistir y asesorar al presidente de la Nación Argentina y al jefe de Gabinete de Ministros en todo lo relacionado con la defensa nacional y las Fuerzas Armadas.
Fue creado el 13 de junio de 1958, imponiendo una figura civil entre el presidente y las Fuerzas Armadas. No debe ser confundido con el Ministerio de Defensa Nacional creado en 1949 por el gobierno de Juan Domingo Perón, que fungía como un organismo de planificación.
El ministro de Defensa actual es Luis Petri, designado por el presidente Javier Milei el 10 de diciembre de 2023.

## Historia
La primera disposición transitoria de la reforma constitucional argentina de 1949, aprobada durante el gobierno constitucional de Juan Domingo Perón, creó los Ministerios de Ejército, de Defensa Nacional, de Marina y de Aeronáutica.
El 13 de junio de 1958, el gobierno constitucional de Arturo Frondizi aprobó una Ley Orgánica de Ministerios (n.º 14 439), que en su artículo 17.º dispuso la formación de las Secretarías de Guerra, de Marina y de Aeronáutica, en la órbita del Ministerio de Defensa Nacional.
El 17 de septiembre de 1966, el presidente de facto Juan Carlos Onganía reorganizó los ministerios y al Ministerio de Defensa se asignaron el Comando en Jefe del Ejército, el Comando de Operaciones Navales y el Comando en Jefe de la Fuerza Aérea. Cada uno de ellos ejercía las atribuciones presidenciales relacionadas con su respectiva fuerza, en tanto no fueran reasumidas por el presidente.
Un cambio importante entró en vigor el 12 de junio de 2006, cuando el presidente Néstor Kirchner puso en vigor la Ley de Defensa, que había sido aprobada en 1988 como un medio para modernizar la Doctrina de las Fuerzas Armadas y definir su papel, que los sucesivos gobiernos anteriores no habían logrado poner en práctica.
La ley establece que las Fuerzas Armadas sólo se utilizan contra la agresión extranjera, y reduce los poderes de los jefes militares, centraliza las decisiones operativas y adquisiciones completamente bajo la autoridad del Ministerio de Defensa, a través del Estado Mayor Conjunto de las Fuerzas Armadas, enfatizando la acción conjunta.
El 23 de julio de 2018 el entonces presidente Mauricio Macri reformó el Sistema de Defensa Nacional mediante Decreto 683/2018, el cual modifica el Decreto 727 de 2006 sobre la reglamentación de la Ley de Defensa.

### Atentado en 1976
En la Subsecretaría de Planeamiento del Ministerio de Defensa en calle Bartolomé Mitre de Buenos Aires el 16 de diciembre de 1976 explotó una bomba colocada por la organización armada Montoneros (el Pelotón de Combate "Norma Arrostito" del Ejército Montonero), matando a once personas e hiriendo a otras 30.

## Competencias
La última modificación de la Ley de Ministerios N.º 22 520 fue realizada por el presidente Alberto Fernández mediante el decreto de necesidad y urgencia N.º 7 de 2019. Las competencias del Ministerio de Defensa incluyen «…asistir al Presidente de la Nación, y al Jefe de Gabinete de Ministros en orden a sus competencias, en todo lo inherente a la defensa nacional y las relaciones con las Fuerzas Armadas dentro del marco institucional vigente…» (Ley N.º 22 520, Artículo 19.º).

## Estructura
El Ministerio de Defensa se organiza de la siguiente forma:
- Unidad Gabinete de Asesores
- Subsecretaría de Gestión Administrativa
- Subsecretaría de Planeamiento Operativo y Servicio Logístico de la Defensa
- Subsecretaría de Defensa Civil y Protección Humanitaria
- Secretaría de Estrategia y Asuntos Militares
  - Subsecretaría de Planeamiento Estratégico y Política Militar
  - Subsecretaría de Ciberdefensa
- Secretaría de Asuntos Internacionales para la Defensa
- Secretaría de Investigación, Política Industrial y Producción para la Defensa
  - Instituto Geográfico Nacional
  - Servicio de Hidrografía Naval
  - Servicio Meteorológico Nacional
  - Universidad de la Defensa Nacional
- Estado Mayor Conjunto de las Fuerzas Armadas
- Estado Mayor General del Ejército
- Estado Mayor General de la Armada
- Estado Mayor General de la Fuerza Aérea Argentina
- Instituto de Ayuda Financiera para Pago de Retiros y Pensiones Militares
- Instituto de Obra Social de las Fuerzas Armadas
- Tandanor S.A.C.I.y N.
- Fábrica Argentina de Aviones "Brigadier San Martín" S.A.
- Construcción de Vivienda para la Armada S.A.
- Corporación Interestadual Pulmarí
- Fabricaciones Militares S.A.U.

## Organización

### Secretarías
| Secretaría                                                                    | Titular             |
| ----------------------------------------------------------------------------- | ------------------- |
| Secretaría de Estrategia y Asuntos Militares                                  | Marcelo Rozas Garay |
| Secretaría de Asuntos Internacionales para la Defensa                         | Juan Battaleme      |
| Secretaría de Investigación, Política Industrial y Producción para la Defensa | Mario Katzenell     |